# Saija Tarkki
Saija Tarkki, geb. Sirviö, (* 29. Dezember 1982 in Oulu) ist eine ehemalige finnische Eishockeyspielerin, die bis 2019 bei Kärpät Oulu in der Naisten SM-sarja unter Vertrag stand. Zu Beginn ihrer Karriere spielte sie in der Abwehr, wechselte aber später auf die Angriffsposition.

## Karriere
Saija Tarkki begann ihre Karriere bei Kärpät Oulu in ihrer Heimatstadt. Für Kärpät debütierte sie im Alter von 14 Jahren in der höchsten Eishockey-Spielklasse Finnlands, der Naisten SM-sarja.
Im Sommer 2010 heiratete sie den finnischen Eishockeytorwart Tuomas Tarkki und wechselte zusammen mit ihm zu MODO Hockey, wo er für die Profimannschaft in der Elitserien und Saija für die Frauenmannschaft in der Riksserien aktiv war. 2011 kehrte Saija Tarkki zu Kärpät zurück und gewann mit ihrem Heimatverein 2012 das erste Mal in ihrer Karriere die finnische Meisterschaft.
2017 und 2018 wurde sie mit Kärpät erneut finnische Meisterin. 2012 wurde sie in das All-Star-Team der Liga gewählt. 2007 und 2012 erhielt sie die Auszeichnung als beste Verteidigerin der Saison.
Tarkki studierte Information Technology an der Universität Oulu.
Seit 2018 arbeitet sie parallel als Expertin bei Eishockeyübertragungen des Senders Telia und war damit die erste weibliche TV-Eishockeyjournalistin in Finnland. 2019 beendete sie ihre Karriere als Spielerin und wurde Managerin ihres Teams. Seit 2022 koordiniert sie die Nachwuchsförderung bei Kärpät.

### International
Saija Tarkki gehörte ab 2001 zum Kader der finnischen Nationalmannschaft und gewann mit dieser bei der Weltmeisterschaft 2004, Weltmeisterschaft 2008 und 2009 die Bronzemedaille. Bei den Olympischen Winterspielen in Vancouver 2010 gewann sie ebenfalls die Bronzemedaille. Insgesamt absolvierte sie bisher weit über 150 Länderspiele für Finnland.

## Erfolge und Auszeichnungen
- 2004 Bronzemedaille bei der Weltmeisterschaft
- 2007 Beste Verteidigerin der SM-sarja (Päivi Halonen Award)
- 2008 Bronzemedaille bei der Weltmeisterschaft
- 2009 Bronzemedaille bei der Weltmeisterschaft
- 2010 Bronzemedaille bei den Olympischen Winterspielen
- 2012 Finnischer Meister mit  Kärpät
- 2012 All-Star-Team und beste Verteidigerin der SM-sarja
- 2017 Finnischer Meister mit Kärpät
- 2018 Finnischer Meister mit Kärpät
- 2018 Beste Plus/Minus-Wertung und beste Vorlagengeberin der Liiga
- 2018 Second All-Star Team der SM-sarja
- 2022 Aufnahme in die Finnische Eishockey-Ruhmeshalle (#266)

## Karrierestatistik

### International
(Legende zur Spielerstatistik: Sp oder GP = absolvierte Spiele; T oder G = erzielte Tore; V oder A = erzielte Assists; Pkt oder Pts = erzielte Scorerpunkte; SM oder PIM = erhaltene Strafminuten; +/− = Plus/Minus-Bilanz; PP = erzielte Überzahltore; SH = erzielte Unterzahltore; GW = erzielte Siegtore; 1 Play-downs/Relegation; Kursiv: Statistik nicht vollständig)